# Laguna Yanacocha
La laguna Yanacocha (en quechua: Yana qucha - Laguna negra) es un depósito natural de agua dulce en Perú, situada en el distrito ancashino de Chacas, en el sector de la cordillera Blanca, a 4211 m s. n. m. Se originó por el derretimiento del nevado Perlilla.
Pertenece al grupo de seis lagunas que se emplazan en la cuenca del río Juitush. Con una coloración verde obscura, se ubica a treinta minutos a pie de la carretera de Juitush.